# Alfred Anderssén
Alfred Johansson Anderssén, född 4 augusti 1887  i Östensö, Pedersöre, död 10 september 1940 i Åbo, var en finlandssvensk kompositör och musikkritiker.

## Biografi
Anderssén fick tidigt stifta bekantskap med musiken som spelade en mycket viktig roll i hemmet. Hans äldre bröder Johan August och Viktor Anderssén grundade en orgelharmoniefabrik år 1897, vilket innebar att Alfred redan som barn introducerades i harmoniespelning. Även stråkmusiken hade en given plats i musikumgänget.
Yrkesstudierna i musik inledde han år 1907,  han valde orgelspelning som huvudämne. Det var kyrkomusiker han ville bli.  Andressén erhöll sin utbildning vid Helsingfors musikinstitut och Akademie der Tonkunst i München samt tjänstgjorde som körledare och kapellmästare bland annat vid svenska sång- och musikfester samt vid Gardesjägarbataljonens musikkår i Vasa. Anderssén blev senare musikkritiker vid "Åbo Underrättelser". Hans kompositioner utgörs av 15 kantater, en symfoni i a-moll, orkester- och körverk samt solosånger och arrangemang. Han komponerade även en opera, Med ödet ombord, med text av Jarl Hemmer.
Verken skrevs i en för tiden modern stil, men är samtidigt helt opåverkade av modernismen, och influerade av den finlandssvenska folkmusiken.